# Jacobus Nelissen
Jacobus Nelissen (Mill, 3 oktober 1752 - Batavia, 6 december 1817) was een Nederlands geestelijke en missionaris van de Rooms-Katholieke Kerk.
Nelissen kreeg in Nederland zijn opleiding en werd er tot priester gewijd.
In 1805 vertrok Nelissen als missionaris naar de Bataafse Kaapkolonie, samen met de missionarissen Joannes Lansink en Lambertus Prinsen. Het doel was bij Kaap de Goede Hoop een apostolische prefectuur op te zetten om zielzorg te verlenen aan de aldaar wonende Nederlandse kolonisten.
Zij zouden daar slechts enkele maanden verblijven, want na de bezetting van de Kaapkolonie door het Verenigd Koninkrijk op 18 januari 1806 werden de Nederlandse bewoners uitgewezen. Ook de drie missionarissen vertrokken, tegelijk met het laatste contingent verdedigers, op 8 maart 1806. Op de terugtocht overleed Joannes Lansink.
Nelissen vertrok samen met Prinsen op 22 juli 1807 met een nieuwe opdracht, nu naar Nederlands-Indië. Hij was voor vertrek door Ludovicus Ciamberlani, de vicesuperior van de Hollandse Zending, tot apostolisch prefect van Batavia benoemd. Hij was als pastoor ook de eerstverantwoordelijke voor de opbouw van de parochie aldaar.
Nadat Nelissen was overleden, volgde Prinsen hem op als apostolisch prefect.
- Biografisch Portaal: 45788745
- Digitale Bibliotheek voor de Nederlandse Letteren: neli004
- International Standard Name Identifier: 0000 0003 8879 3828
- Nederlandse Thesaurus van Auteursnamen: 29789840X
- Virtual International Authority File: 282063546